# Frank D. Hemmer

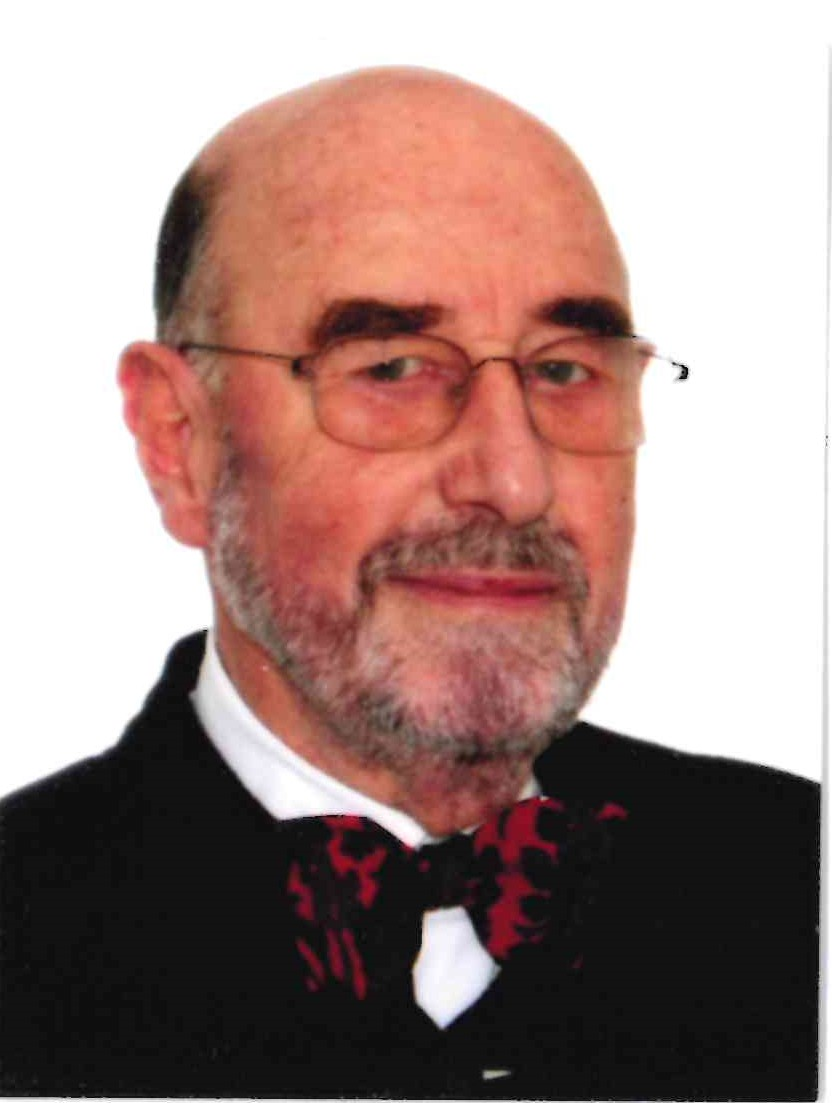
Frank D. Hemmer, 2006

Frank Dietrich Hemmer (* 28. April 1930 in Goyanna (Goiana), Estado de Pernambuco, Brasilien) ist ein deutscher Architekt und emeritierter Hochschullehrer.

## Leben
Hemmer verbrachte seine Schulzeit bis zum Abitur in Deutschland. Nach einer Zimmermannslehre studierte er Architektur an der Technischen Hochschule Hannover (heute Leibniz Universität Hannover); 1957 Diplom. Anschließend folgte eine mehrjährige berufliche Tätigkeit in der Bauabteilung der Konzernzentrale von Volkswagen, im Planungsamt der Stadt Wolfsburg und im Architekturbüro Gerhard Graubner in Hannover.
Ab 1963 begann seine Tätigkeit in Lehre und Forschung als Hauptassistent von Graubner im Fachbereich Architektur der Universität Hannover. Es folgte Forschungsarbeit über effektive Baumethoden für Vorschul- und Schulbauten unter neuen pädagogischen Gesichtspunkten und Funktionsprinzipien. 1965 war seine Promotion (Planungsgrundlagen für Kindertagesstätten), 1969 die Habilitation (Ansätze zur Erneuerung des Schulbaues), und 1970 die Ernennung zum Universitätsdozent.
Parallel dazu war er in beratender Tätigkeit als Sachverständiger für die Vorbereitung der Niedersächsischen Heimrichtlinien, die 1967 in Kraft traten, tätig.

1975 erhielt er die Ernennung zum außerplanmäßigen Professor, 1978 die Berufung zum Universitätsprofessor für das Fachgebiet Gebäudelehre und Entwerfen am Fachbereich Architektur der Universität Hannover. 1983 beteiligte er sich an der Gründung des Instituts für Bau- und Entwicklungsplanung (zusammen mit den Kollegen Böhme und Wittkau) mit Schwerpunkt Interdisziplinäre Lehr- und Forschungstätigkeit und Entwicklung neuer Lehrkonzepte. 1988 war seine Wahl zum Dekan der Fakultät. Ab 1993 wurde er zum Beisitzer des Eintragungsausschusses der Architektenkammer Niedersachsen ernannt. Die Entpflichtung erfolgte 1995, im Jahr 1996 die offizielle Verabschiedung.

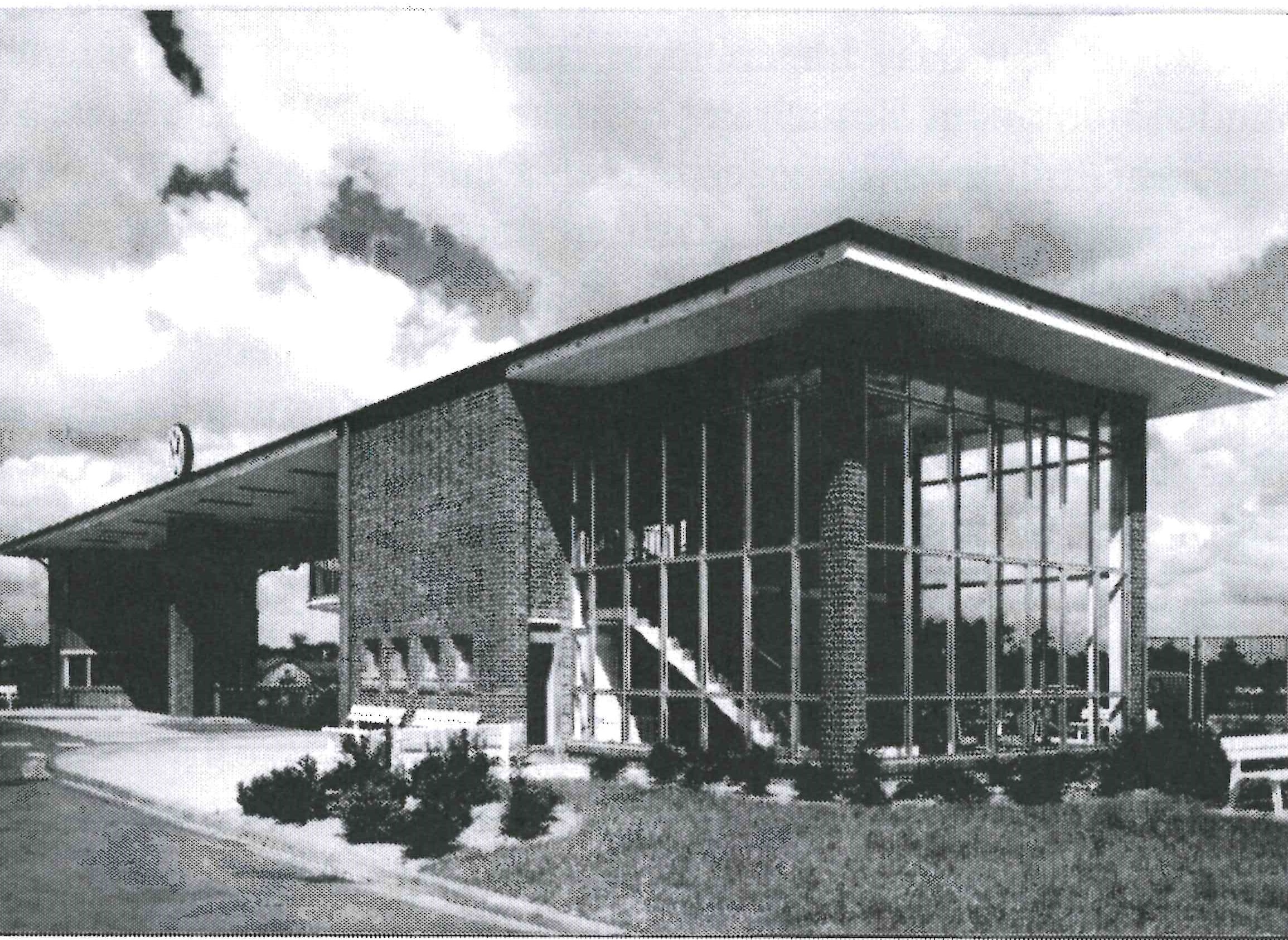
Wache Sandkamp, VW-Werk Wolfsburg

## Auszeichnungen
- Architekturpreis des Kulturkreises der Deutschen Wirtschaft im Bundesverband der Deutschen Industrie (BDI)[1].

- Prämierung eines Planungssystems für einfache Wohnbauten in Khartoum durch das Bauministerium des Sudan.

- Auszeichnung mit persönlicher Einladung durch die Fertigteilindustrie Luiz Frederico Mentz, Porto Alegre, Rio Grande do Sul in Brasilien.

- Auszeichnung der Planungssysteme für Kindertagesstätten als wirtschaftlich wichtige Erfindung durch den Niedersächsischen Minister für Wirtschaft und öffentliche Arbeiten mit Zustimmung des Herrn Bundesministers für Wirtschaft.

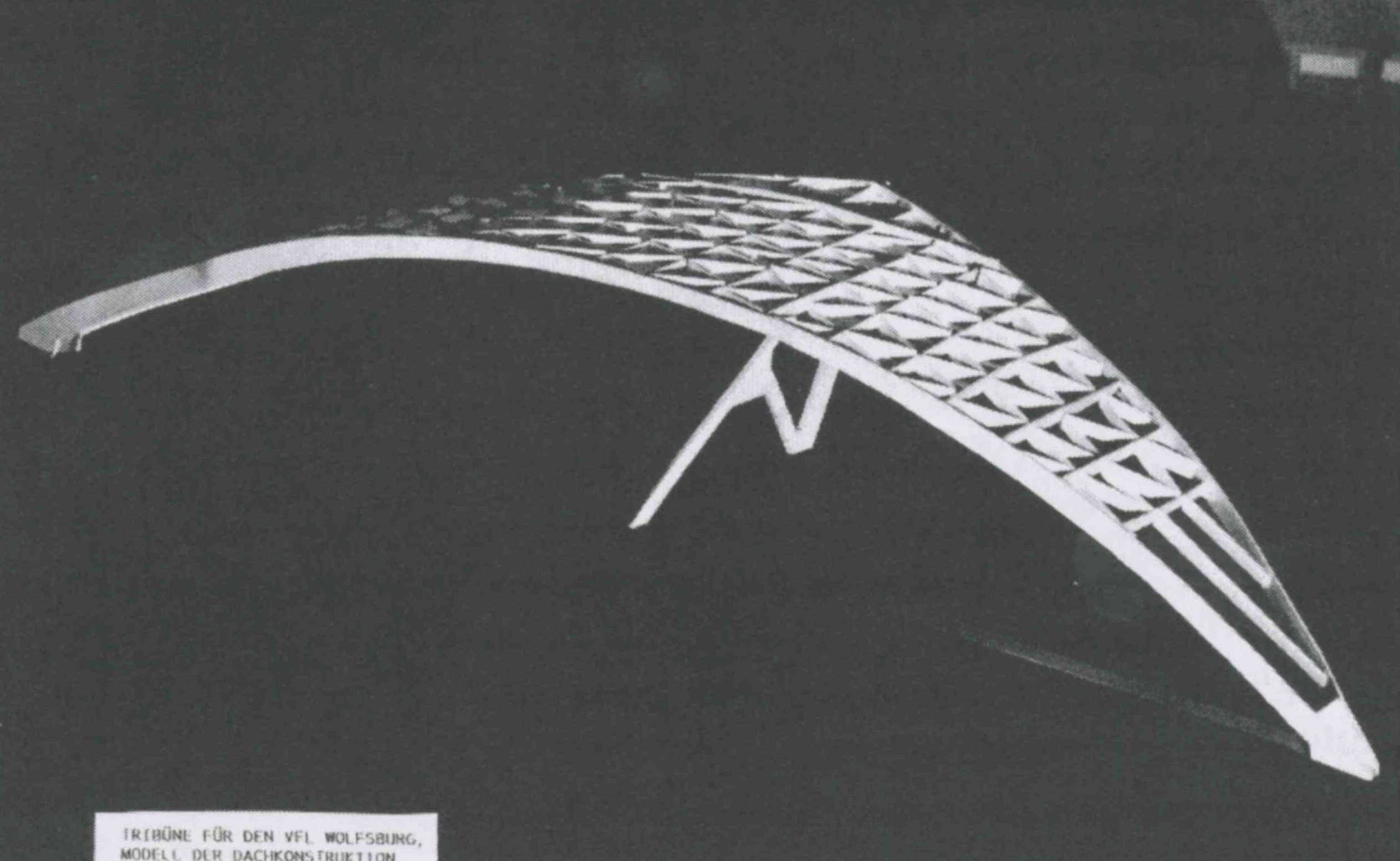
Sportplatztribüne Wolfsburg, Dachkonstruktion, 1958, Foto des Modells

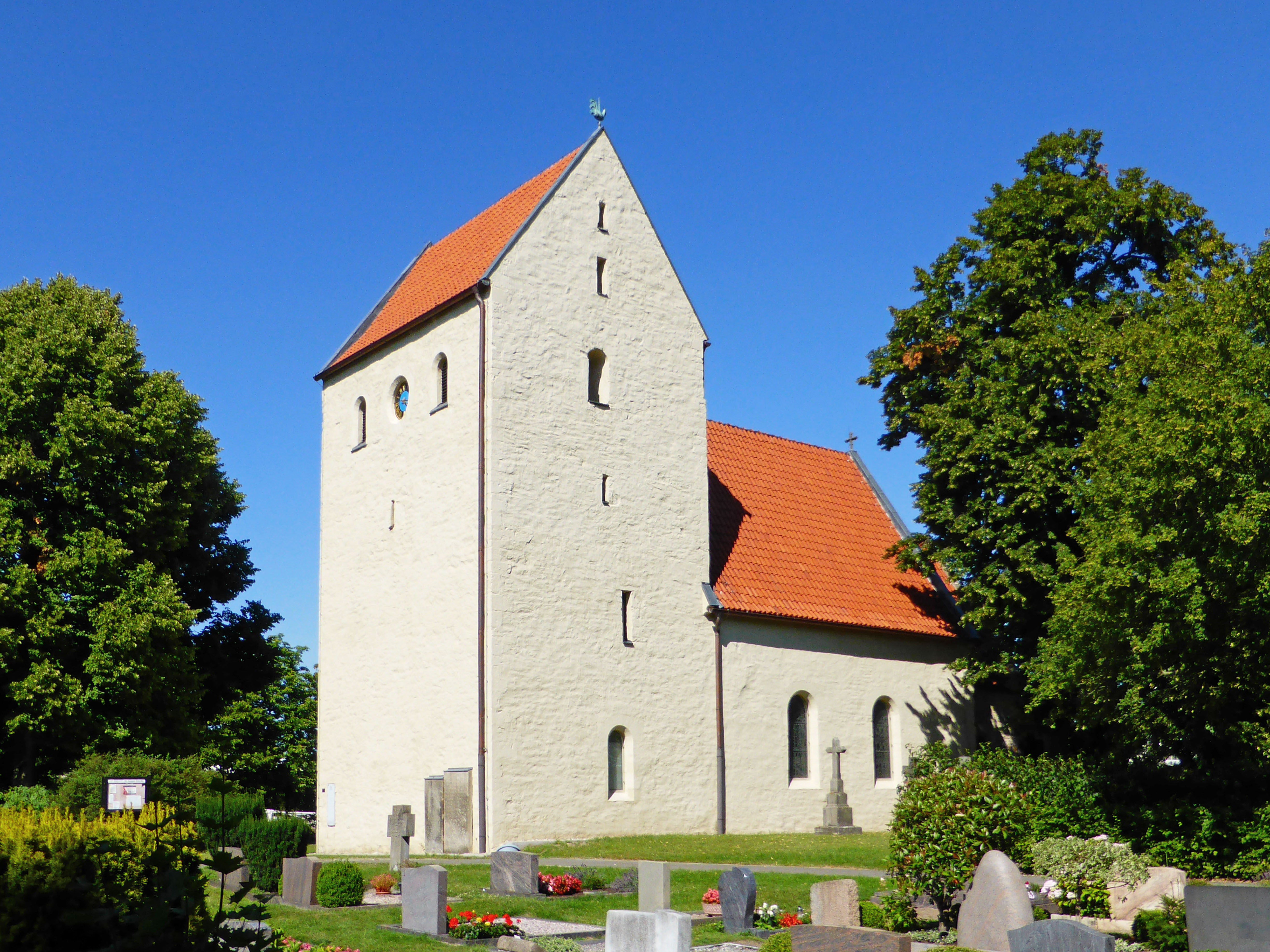
St.-Annen-Kirche in Wolfsburg-Hesslingen, Zustand nach Restaurierung

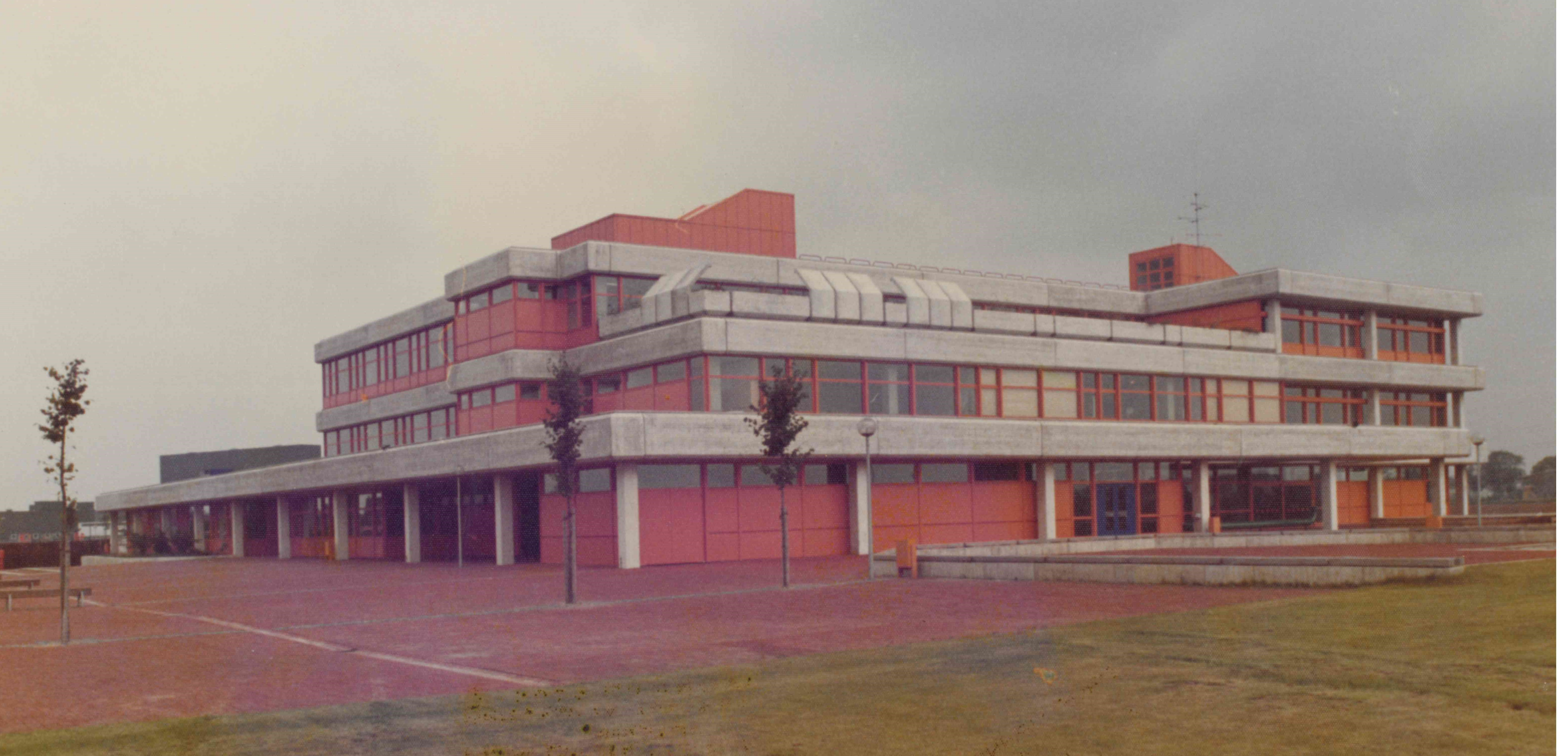
Berufsbildungszentrum Peine, 1973, 1. Bauabschnitt

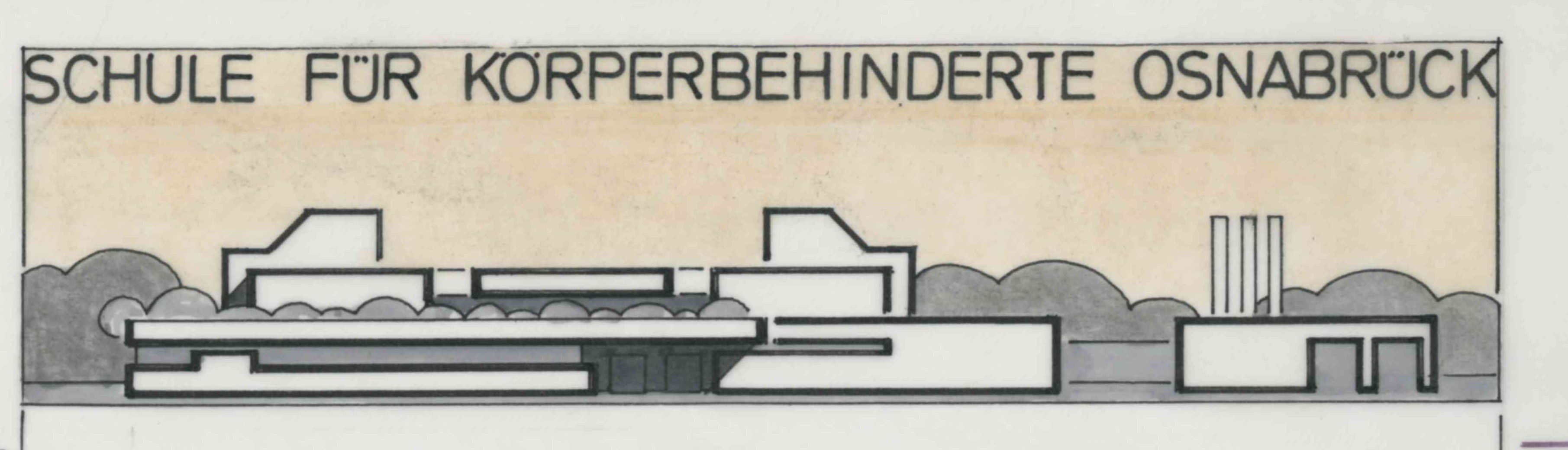
Schule für Körperbehinderte, Osnabrück, Zeichnung

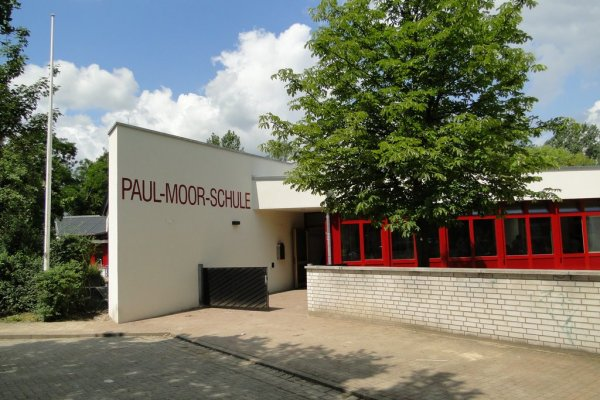
Eingangsbereich Paul-Moor-Schule

## Wettbewerbserfolge, Bauten und Projekte (Auswahl)

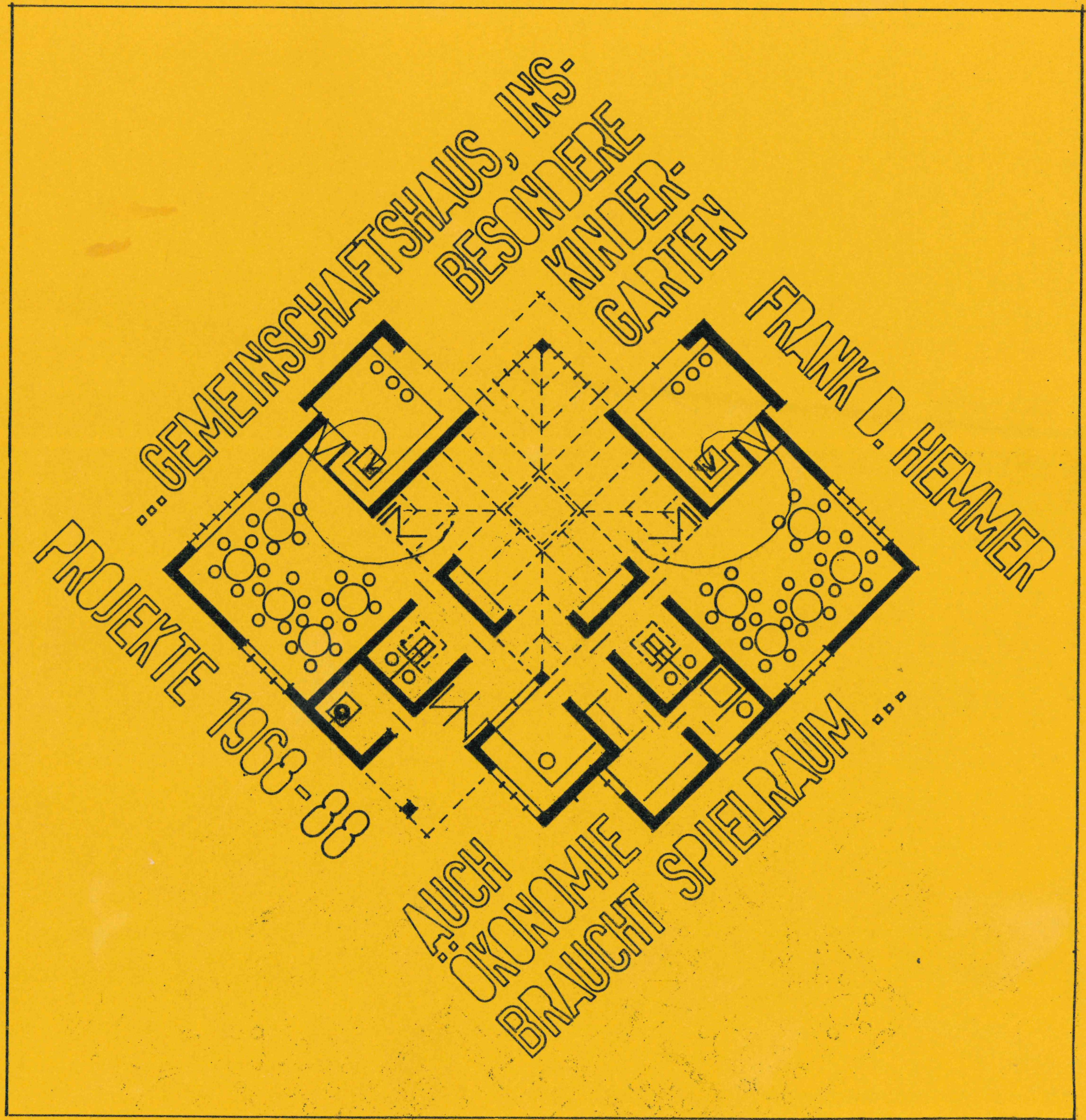
... Gemeinschaftshaus, insbesondere Kindergarten, 1990, Titelblatt Prokjektkatalog

1. ↑  BDI: Preisträger bis 2019. (PDF) Kulturkreis der Deutschen Industrie, abgerufen am 27. April 2020.

### Als Mitarbeiter 1957 bis 1963
- In der Bauabteilung der Volkswagenwerke Wolfsburg. Planung der Wache Sandkamp und Wohnungen für Bedienstete.
- Im Planungsamt der Stadt Wolfsburg. Mitarbeit an den Bebauungsplänen der Stadtteile Detmerode und Westhagen.
- Als Assistent und im Büro Prof. Graubner Mitarbeit an verschiedenen Theaterprojekten und am Hochhaus für die Abteilung Bauingenieurwesen der Universität Hannover.

### Mit eigenem Büro ab 1959
- Umbau und Restaurierung der St. Annen-Kirche in Wolfsburg, Auftrag und Realisierung.
- Sportplatztribüne Wolfsburg, Wettbewerb 1. Preis, 1958, nicht realisiert. Die Konstruktionsidee der Überdachung als Kreuzgewölbedreieck fand 1976 für das Fußballstadion in Udine (Stadio Friuli), Italien, Anwendung
- 24 Seniorenwohnungen in Wolfsburg, Auftrag und Realisierung.
- 48 Wohnungen in Wolfsburg, Auftrag und Realisierung.
- Schulzentrum Loccum, Wettbewerb Ankauf;
- Schulzentrum Wennigsen, Wettbewerb 3. Preis;
- Schulzentrum Langen, Wettbewerb 2. Preis.
- Berufsbildungszentrum Peine-Vöhrum, Wettbewerb 1. Preis, Auftrag und Realisierung in 4 Bauabschnitten.[1]
- 3-fach Sporthalle Peine-Vöhrum, Auftrag und Realisierung.
- Schule für Körperbehinderte in Göttingen, 3. Preis.
- Schule für körperbehinderte Kinder in Osnabrück (heute: Anne-Frank-Schule), Wettbewerb 1. Rang, Auftrag und Realisierung[2]
- Schule für geistig Behinderte in Wunstorf; Paul Moor-Schule, Auftrag und Realisierung[3]
- Beschützende Werkstatt für geistig Behinderte Wolfsburg, Auftrag und Realisierung.
- 14 Kindertagesstätten in Hannover in Zusammenarbeit mit dem Planungsamt der Stadt Hannover, Aufträge und Realisierungen
- 71 Kindertagesstätten und Sondereinrichtungen für Kinder Norddeutschland,  Ausführung im Systembau, Aufträge und Realisierungen in Zusammenarbeit mit F. Frank.
- Typenentwürfe für Kindertagesstätten in Island, Wettbewerb 4. Preis;
- Verwaltungsgebäude der NG-Bank Hannover, Wettbewerb 3. Preis.
- Inselgestaltung im Fluss Regen mit Brückenverbindungen in Nittenau (zusammen mit Friedhelm Amslinger), Wettbewerb 2. Preis.
- Erweiterung des Roemer-Pelizaeus-Museums Hildesheim (mit M. Marquardt), Wettbewerb Sonderpreis. Besonderheit: Fassadenbegrünung. Wegen angeblicher Undurchführbarkeit der Fassadenbegrünung als "nicht ausführungsfähig" angesehen.
- Umbau einer Wohnanlage in ein Physiotherapiezentrum, Oberstaufen, Auftrag und Realisierung
- Sanierung, Umbau und Restaurierung eines denkmalgeschützten Jugendstil-Mehrfamilienhauses in Aschersleben. Durchführung mit Eigenmitteln
- Individuelle Einfamilienhäuser (freie Aufträge und Realisierungen)

## Veröffentlichungen

### Im Beruf
- „Malerei mit Glas“, Dokumentation einer Studienreise, gefördert vom BDI, 1960.
- „Tagesstätten für Kinder“, gefördert vom Niedersächsischen Kultusministerium, Juventa Verlag München, 1967[4]
- „Probleme des Theaterbaues“, Gerhard Graubner, Mitverfasser Frank D. Hemmer, Herausgeber Deutsche Sektion des Internationalen Theaterinstituts zur Weltausstellung Montreal 1967
- „Theaterbau - Aufgabe und Planung“, Gerhard Graubner, Mitverfasser Frank D. Hemmer, Callwey Verlag München 1968[5]
- „Zur Gestaltentwicklung des Unterrichtsraumes im Schulbau der Gegenwart, Beiträge zur Gebäudelehre I“, Institutsdruck 1970.
- „Zum Thema Schule“, Beiträge zur Gebäudelehre II, Institutsdruck 1971.
- „Fertigbau für Kindergärten“, in Bauen und Wohnen 3/1972[6]
- „Studentenwohnungen und Vorschuleinrichtungen“, in Schriftenreihe der Deutschen Studentenunion, Bd. 10, Bonn 1973[7]
- „Gemeinschaftshaus, insbesondere Kindergärten, Auch Ökonomie braucht Spielraum, Projekte 1968 bis 88“, Institutsdruck Broschüre.

### Im Ruhestand
- „Die lustigen Hannoveraner“, 2. Auflage, Husum Verlag 2002[8]
- „Von mir über mich“, 2. Auflage, Selbstverlag, Manuskript 2010
- „I love Hannover - ein Stattführer“, 1. Auflage, Husum Verlag 2019[9]